# Bălan, Sălaj
Bălan este satul de reședință al comunei cu același nume din județul Sălaj, Transilvania, România. .

## Personalități
- Ioan Georgea (1872 - 1938), delegat în Marea Adunare Națională de la Alba Iulia 1918, protopop